# Helga Rehder
Helga Rehder (* 27. Juli 1938 in Bremen) ist eine deutsche Pathologin und Humangenetikerin.

## Leben
Helga Rehder legte ihr Abitur 1958 am Nicolaus-Cusanus-Gymnasium in Bonn ab. Ihr Medizinstudium an den Universitäten Bonn und Hamburg schloss sie 1965 mit dem Staatsexamen ab und erhielt 1968 die Approbation als Ärztin. 1969 erfolgte die Promotion an der Universität Bonn zum Dr. med. mit der Doktorarbeit: Beitrag zur Entstehung von Lebervenenanomalien. Als wissenschaftliche Assistentin an der Abteilung für Kinderpathologie in Bonn beschäftigte sie sich speziell mit Fehlbildungspathologie und klinischer Cytogenetik. 1980 habilitierte sie mit der Arbeit Fetalpathologie bei pränataler Diagnostik. Dieses neue Gebiet der Medizin wurde von der Deutschen Forschungsgemeinschaft im Rahmen des Schwerpunktprogramms „Pränatale Diagnostik genetischer Erkrankungen“ über viele Jahre gefördert. Sie führte darin zentral die fetalpathologischen Untersuchungen durch.
Ihre Arbeitsgruppe „Genetische Pathologie“ wurde 1984 in das Institut für Humangenetik eingegliedert, wo sie die Zusatzbezeichnung „Medizinische Genetik“ erwarb. Nach Ablehnung zweier Rufe auf Professuren an der Universität Köln und der Universität Odense/Dänemark nahm sie 1990 den Ruf auf eine Professur für Klinische Genetik der Universität Marburg an. Dort baute sie ein Labor für fetale Pathologie und Syndromologie mit klinisch-genetischem Schwerpunkt auf. 1996 erhielt sie die Anerkennung als Fachärztin für Humangenetik. Forschungs- und Vortragsaufenthalte, sowie Gastprofessuren absolvierte sie in Italien, Frankreich, England, China und den USA. Ab 1997 lehrte sie als Gastprofessorin an der Medizinischen Universität Wien, wo sie  genetische Beratungen durchführte und Vorlesungen hielt.
Als Mitglied des wissenschaftlichen Beirates der deutschen Bundesärztekammer erarbeitete sie Richtlinien zu reproduktionsmedizinischen, humangenetischen und Gentherapie-Problemkreisen.

## Leistungen
Helga Rehder etablierte ein neues Forschungsgebiet am Schnittpunkt Pathologie–klinische Genetik durch die systematische fetalpathologische und genetische Untersuchung von pränatal diagnostizierten oder spontan abortierten abnormen Feten und Neugeborenen, die ihr aus Zentren für pränatale Diagnostik der Bundesrepublik, Dänemarks, Frankreichs, Hollands, Österreichs und Italiens, wie z. B. nach dem Dioxinunglück in Seveso, zugesandt wurden. Ihre durch zahlreiche Drittmittelprojekte geförderten und durch eine Vielzahl von Publikationen belegten Forschungsschwerpunkte umfassten die ätiologische und pathogenetische Aufklärung und syndromale Zuordnung von genetisch und teratogen bedingten fetalen Entwicklungsstörungen, sowie die Darstellung der phänotypischen Syndrommanifestation in Feten, die aufgrund des Schweregrads nicht bis zur Geburt überlebt hätten. In der Konsequenz ermöglichten ihre Untersuchungen Aussagen zum Wiederholungsrisiko, zum Manifestationsspektrum und zu den Möglichkeiten einer gezielten Pränataldiagnostik in nachfolgenden Schwangerschaften.

## Ehrungen und Auszeichnungen
- Hans-Nachtsheim-Preis (1979)
- Frauenförderpreis der Universität Marburg (2002)
- Jacob-Henle-Medaille der Universität Göttingen (2003)
- Dres-Haacker-Medaille (2006)
- Ehrenmitglied der Fachgesellschaft für Kinderpathologie (2019)

## Schriften
- mit F. Labbé: Prenatal morphology in Meckel’s syndrome (with special reference to polycystic kidneys and double encephalocele). Prenatal Diagnosis 1, 1981, 161–172
- mit R. Johannisson, A. Gropp, H. Winking, W. Coerdt, E. Schwinger: Down’s syndrome in the male – Reproductive pathology and meiotic studies. Hum. Gen. 63, 1983, 132–138
- mit W. Coerdt, I. Gausmann, R. Johannisson, A. Gropp: Quantitative histology of human fetal testes in chromosomal disease. Pediatr.Pathol.3, 1985, 245–259
- mit W. Coerdt, R. Eggers, F. Klink, E. Schwinger: Is there a correlation between morphological and cytogenetic findings in placental tissue from early missed abortions? Hum.Gen.82, 1989, 377–385
- mit S. Herzog, D. R. Lohmann, K. Buiting, A. Schüler, B. Horsthemke, H. Rieder: Marked differences in unilateral isolated retinoblastomas from young and older children studied by comparative genomic hybridization. Hum.Genet.108, 2001, 98–104
- mit C. Bartsch, M. Aslan, J. Koehler, P. Miny, W. Holzgreve, B. Fritz: Duplication dup(1)(q32q44) detected by comparative genomic hybridization (CGH): Further delineation of trisomies 1q. Fetal.Diagn.Ther. 16, 2001, 265–273
- mit B. Fritz, C. Hallermann, J.  Olert, W. Coerdt, B. Fuchs, M. Bruns, M. Aslan, S. Schmidt, H. Müntefering: Cytogenetic analyses of culture failures by comparative genomic hybridization(CGH) – Re-evaluation of chromosome aberration  rates in early spontaneous abortions. Eur.J Hum.Genet. 9, 2001, 539–547
- mit S. A. Hahn, B. Greenhalf, I. Ellis, M. Sina-Frey, H. Rieder, B. Korte, B. Gerdes, R. Kress, A. Ziegler, J. A. Raeburn, D. Campra, R. Grützmann, M. Rothmund, W. Schmiegel, J. P. Neoptolemos, D. K. Bartsch: BRCA2 germline mutations in familial pancreatic carcinoma. J.Natl.Cancer Inst. 95, 2003, 214–221
- mit G. Hulskamp, D. Wieczorek, H. Rieder, F. Louwen, I. Hornig-Franz, C. H. Rickert, J. Horst, E. Harms: Raine syndrome: report of a family with three affected sibs and a further delineation of the syndrome. Clin.Dysmorphol.12, 2003, 153–160
- mit K. Schoner, J. Figiel, J. Steinhard: Severe facial clefts in acrofacial dysostosis. A consequence of prenatal exposure to mycophenolate mofetil? Obstet.Gynecol.111, 2008, 483–486 mit H.Allgayer, S.Fulda: Hereditary Tumors. From Genes to Clinical Consequences.  Wiley-Blackwell, 2009
- mit F. Laccone, K. Schoner, B. Krabichler, B. Kluge, R. Schwerdtfeger, J. Zschocke: Desbuquois skeletal dysplasia type I and fetal hydrops due to three novel mutations in the CANT1 gene. Eur.J.Hum.Genet.19, 2011, 1133–1137
- mit K. Schoner, B. Kluge, F. Louwen, E. Schwinger, J. Neesen: Klinefelter twins presenting with discordant aneuploidies, acardia, forked umbilical cord and with different gonadal sex despite monozygosity. Prenat.Diagn.32, 2012, 173–179
- mit F. Laccone, S. Kircher, J. Behunova, R. L. Schild, C. Rapp, B. Schulze, J. Neesen, K. Schoner: Piepkorn type of osteochondrodysplasia. Defining the severe end of FL’NB- related skeletal disorders in three fetuses and a 106-year old  exhibit. Am.J.Med.Genet.176, 2018, 1559–1568